# Amerorhynchites mexicanus
Amerorhynchites mexicanus is een keversoort uit de familie Rhynchitidae. De wetenschappelijke naam van de soort is voor het eerst geldig gepubliceerd in 1833 door Gyllenhal.